# Gogglebox (Italia)
Gogglebox è stato un programma televisivo italiano di genere reality, tratto dall'omonimo programma di origine britannica di Channel 4, trasmesso in seconda serata su Italia 1.
La prima stagione è andata in onda dal 23 ottobre al 27 novembre 2016, e il programma è stato rinnovato per una seconda stagione in onda dal 30 aprile 2017 al 4 giugno 2017. A seguito del grande successo della seconda stagione, superiore alla prima, il 5 luglio 2017, durante la presentazione dei palinsesti Mediaset, è stata annunciata la programmazione di una terza stagione che tuttavia non venne realizzata.
La sigla del programma era uno segmento della canzone Lost on You della cantautrice statunitense LP.

## Format
La trasmissione era incentrata sul commento di alcuni programmi televisivi, diversi in ogni puntata, da parte di dodici nuclei di persone composti da familiari, amici o coinquilini, riuniti appositamente davanti a una telecamera per dare il proprio giudizio a una trasmissione in onda in quello stesso periodo sulle principali emittenti nazionali. I gruppi di persone erano differenti per età, estrazione sociale, provenienza geografica sul territorio italiano e gusti personali in materia di generi televisivi.

## Programmazione
La trasmissione era collocata nel palinsesto di Italia 1 la domenica in seconda serata, approssimativamente con partenza alle 23:45, con una durata di circa un'ora. Dal lunedì al venerdì veniva proposta in replica, con un formato ridotto e in "pillole", nella fascia pomeridiana a partire dalle 14:20.

## I protagonisti
Fonti:
| Protagonisti                 | Descrizione |
| ---------------------------- | --- |
| Famiglia Bua                 | Sandro, Monica e Alessio - guardano la tv insieme solo durante la settimana. |
| Francesco e Mattia           | psicoterapeuta e organizzatore di eventi, amici da 22 anni - amano i talent e le donne del piccolo schermo. |
| Famiglia Figoni              | Edoardo, Caterina e i loro due figli - guardano la tv a tavola e amano i programmi di cronaca nera. |
| Fratelli Capriglione         | Francesco, Simone, Luca e Roberto - guardano film e partite. |
| Gilda e Gianluigi            | coppia (lei studentessa, lui gestore di B&B) che vive ancora separata - guardano documentari, reality e talk. |
| Famiglia Kalonda             | Papà Godefroid e mamma Françoise, originari della Rep.Dem del Congo e i due figli nati a Roma (Myriam, modella e Mirko, volontario servizio civile) - si riuniscono e guardano la tv insieme la sera.                                                                                  |
| Famiglia Salini              | mamma (Valentina), papà e tre figli, Andrea, Gianluca ed Eva - guardano serie noir, documentari e cartoni animati. |
| Fabio e Giulia               | lui ha due canali YouTube, lei organizza funerali - guardano la tv insieme. |
| Maria Teresa e Hiras         | lei pensionata, lui nipote - guardano ciò che sceglie nonna. |
| Roselyne e Conny             | una è dirigente di casa editrice, l'altra una principessa - amano i programmi della domenica pomeriggio. |
| Don Mario e Don Donato       | due preti amici da una vita - guardano la tv insieme. |
| Lorenzo e Giuseppe           | colleghi - guardano i programmi di cucina e i reality e li commentano sui social network. |
| Adelaide, Lucia e Mariangela | tre amiche che molto spesso, quando si riuniscono per portare avanti progetti comuni legati al teatro, si ritrovano sul divano a guardare la TV. Adelaide ama le serie tv crime, Lucia predilige i film commoventi, mentre Mariangela guarda soprattutto programmi di intrattenimento. |
| Yuri, Mattia e Michael       | Tre rapper, abitano tutti nello stesso quartiere di Milano, Quarto Oggiaro, e spesso si riuniscono per guardare le serie tv. |
| Cori e Rossella              | Guardano di frequente la tv insieme a casa di Cori, distraendosi facilmente: a volte stirano, scrivono sms oppure commentano i programmi sui social. |
| Farid e Nicolò               | I classici figli di papà. Abitano assieme tramite le rendite dei loro genitori e guardano la tv spesso, soprattutto fiction e reality. |

### Stagioni
| Protagonisti                 | 1 | 2 |
| ---------------------------- | - | - |
| Famiglia Bua                 | x | x |
| Francesco e Mattia           | x | x |
| Famiglia Figoni              | x | x |
| Fratelli Capriglione         | x | x |
| Gilda e Gianluigi            | x | x |
| Famiglia Kalonda             | x | x |
| Famiglia Salini              | x | x |
| Fabio e Giulia               | x |   |
| Maria Teresa e Hiras         | x | x |
| Roselyne e Conny             | x | x |
| Don Mario e Don Donato       | x |   |
| Lorenzo e Giuseppe           | x |   |
| Adelaide, Lucia e Mariangela |   | x |
| Yuri, Mattia e Michael       |   | x |
| Cori e Rossella              |   | x |
| Farid e Nicolò               |   | x |

## Edizioni
| Edizione | Inizio          | Fine             | Puntate | Telespettatori | Share |
| -------- | --------------- | ---------------- | ------- | -------------- | ----- |
| 1ª       | 23 ottobre 2016 | 27 novembre 2016 | 6       | 749.000        | 8,3%  |
| 2ª       | 30 aprile 2017  | 4 giugno 2017    | 6       | 710.000        | 12,1% |

## Ascolti

### Prima edizione
| Puntata       | Data             | Telespettatori | Share | Nota   |
| ------------- | ---------------- | -------------- | ----- | ------ |
| 1             | 23 ottobre 2016  | 660.000        | 7%    | [ 6 ]  |
| 2             | 30 ottobre 2016  | 712.000        | 9,2%  | [ 7 ]  |
| 3             | 6 novembre 2016  | 754.000        | 8,4%  | [ 8 ]  |
| 4             | 13 novembre 2016 | 850.000        | 7,3%  | [ 9 ]  |
| 5             | 20 novembre 2016 | 710.000        | 8,7%  | [ 10 ] |
| 6             | 27 novembre 2016 | 809.000        | 9.6%  | [ 11 ] |
| Media auditel | Media auditel    | 749.166        | 8,36% | [ 11 ] |

### Seconda edizione
| Puntata       | Data           | Telespettatori | Share  | Nota   |
| ------------- | -------------- | -------------- | ------ | ------ |
| 1             | 30 aprile 2017 | 739.000        | 12,7%  | [ 12 ] |
| 2             | 7 maggio 2017  | 714.000        | 14%    | [ 13 ] |
| 3             | 14 maggio 2017 | 686.000        | 13,6%  | [ 14 ] |
| 4             | 21 maggio 2017 | 760.000        | 15,6%  | [ 15 ] |
| 5             | 28 maggio 2017 | 486.000        | 10%    | [ 16 ] |
| 6             | 4 giugno 2017  | 876.000        | 7,2%   | [ 17 ] |
| Media auditel | Media auditel  | 710.166        | 12,18% | [ 17 ] |